# Razac-sur-l’Isle
Razac-sur-l’Isle (okzitanisch: Rasac d’Eila) ist eine französische Gemeinde mit 2.367 Einwohnern (Stand: 1. Januar 2022) im Département Dordogne in der Region Nouvelle-Aquitaine; sie gehört zum Arrondissement Périgueux und zum Kanton Coulounieix-Chamiers. Die Einwohner werden Razacois und Razacoises genannt.

## Geografie
Razac-sur-l’Isle liegt am Fluss Isle, in den hier sein Zufluss Cerf einmündet. Die Nachbargemeinden von Razac-sur-l’Isle sind Annesse-et-Beaulieu im Norden und Westen, Marsac-sur-l’Isle im Nordosten, Coulounieix-Chamiers im Osten, Coursac im Süden und Südosten sowie Montrem im Süden und Südwesten.
Die Autoroute A89 von Bordeaux nach Brive-la-Gaillarde führt am südlichen Rand der Gemeinde entlang.

## Bevölkerungsentwicklung
| Jahr      | 1962 | 1968 | 1975 | 1982 | 1990 | 1999 | 2006 | 2012 | 2018 |
| --------- | ---- | ---- | ---- | ---- | ---- | ---- | ---- | ---- | ---- |
| Einwohner | 1218 | 1364 | 1702 | 2062 | 2212 | 2276 | 2394 | 2414 | 2395 |

## Sehenswürdigkeiten
- Kirche Notre-Dame-de-l’Assomption
- Schloss Antoniac aus dem 18./19. Jahrhundert

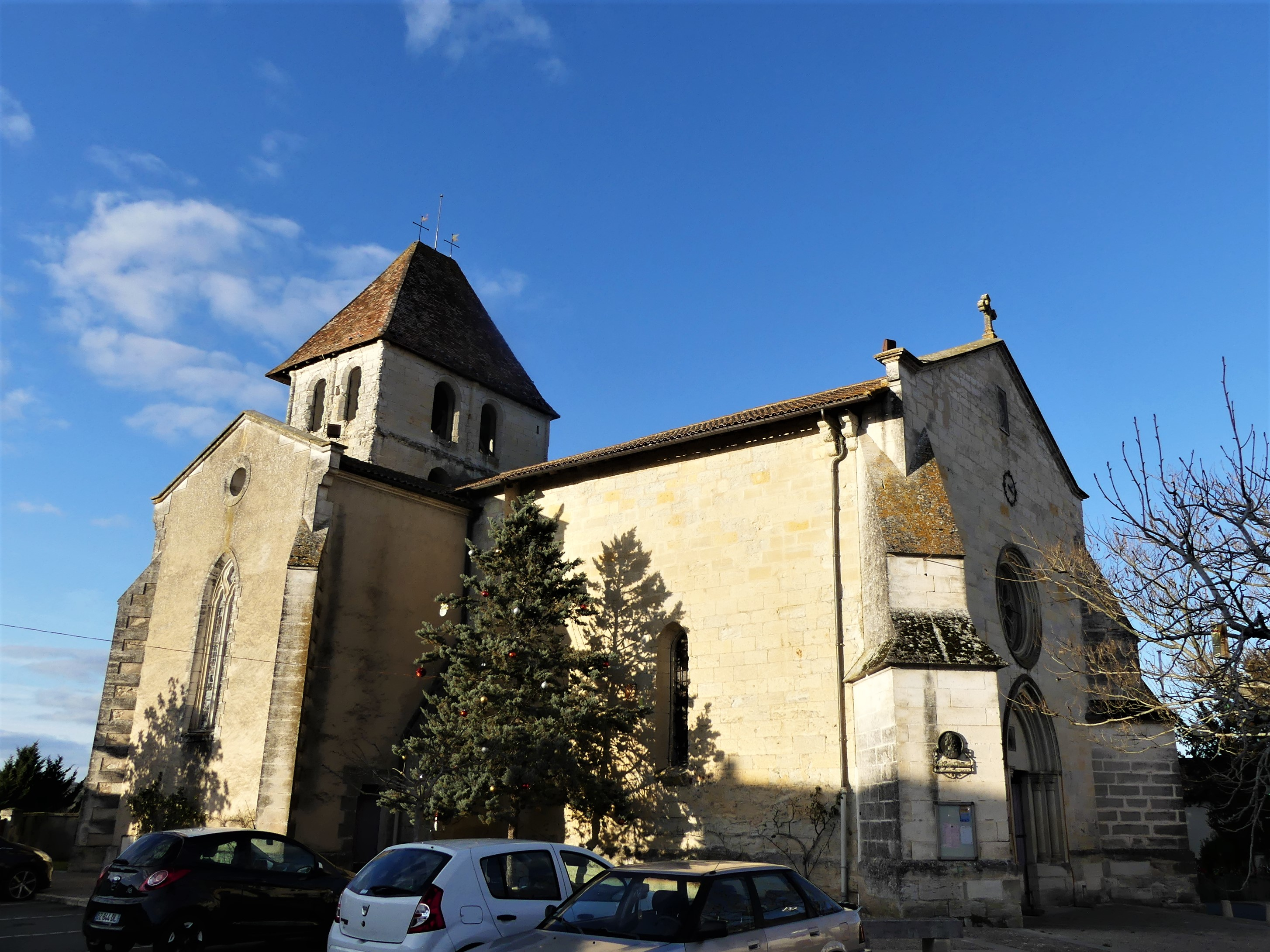
Kirche Notre-Dame-de-l’Assomption

- Schloss Marsaguet

## Persönlichkeiten
- François Joseph de Lagrange-Chancel (1677–1758), Dramatiker, geboren und gestorben auf Schloss d’Antoniac